# Nikola Vujčić
Nikola Vujčić (Spalato, 14 giugno 1978) è un ex cestista, allenatore di pallacanestro e dirigente sportivo croato che giocava come centro.

## Carriera

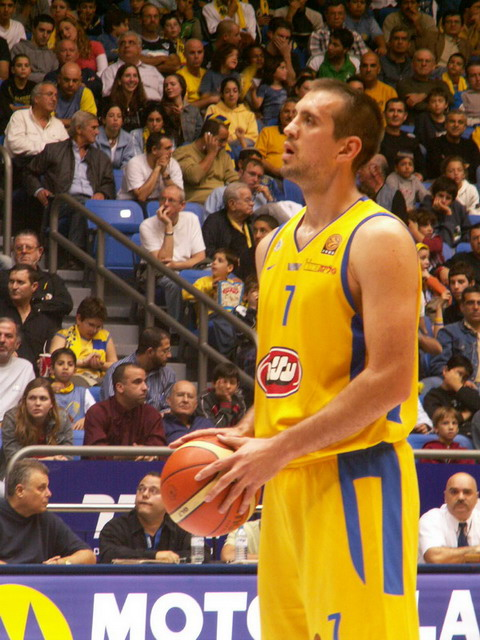
Vujčić durante un tiro libero con la maglia del Maccabi Tel Aviv

Alto 211 cm, ha giocato per sei stagioni nello Split Croatia Osiguranje, indossando in onore di Toni Kukoč la maglia n. 7 che tuttora porta. Dopo una vittoriosa parentesi di un anno coi francesi dell'Asvel Villeurbanne, Vujčić si trasferisce al Maccabi Tel Aviv, dove assieme a uomini del calibro di Jasikevičius, McDonald, Parker e Solomon, conquista cinque campionati israeliani e due Euroleghe (più una finale persa a Praga contro il CSKA Mosca di Ettore Messina).
Nell'estate 2008 ha firmato per l'Olympiakos.
Con la Croazia ha disputato quattro edizioni dei Campionati europei (1999, 2001, 2005, 2009).

## Statistiche

### Eurolega
| Anno       | Squadra          | PG  | PT  | MP   | TC%  | 3P%  | TL%  | RP  | AP  | PRP | SP  | PP   |
| ---------- | ---------------- | --- | --- | ---- | ---- | ---- | ---- | --- | --- | --- | --- | ---- |
| 2001-2002  | ASVEL            | 12  | 2   | 29,6 | 52,0 | 27,8 | 71,4 | 7,4 | 1,9 | 1,5 | 0,8 | 18,0 |
| 2001-2002  | Maccabi Tel Aviv | 2   | 0   | 6,0  | 40,0 | 0,0  | -    | 0,5 | 0,0 | 1,0 | 0,0 | 2,0  |
| 2002-2003  | Maccabi Tel Aviv | 20  | 16  | 28,5 | 55,1 | 38,6 | 69,1 | 7,1 | 1,8 | 1,4 | 0,8 | 17,6 |
| 2003-2004† | Maccabi Tel Aviv | 21  | 21  | 34,9 | 54,8 | 22,6 | 80,0 | 6,9 | 3,0 | 0,9 | 0,8 | 16,8 |
| 2004-2005† | Maccabi Tel Aviv | 21  | 21  | 26,4 | 58,1 | 39,1 | 72,6 | 5,6 | 3,0 | 1,1 | 0,8 | 13,9 |
| 2005-2006  | Maccabi Tel Aviv | 24  | 24  | 31,2 | 45,8 | 40,5 | 65,6 | 5,7 | 3,9 | 0,9 | 0,9 | 11,9 |
| 2006-2007  | Maccabi Tel Aviv | 22  | 22  | 31,0 | 54,1 | 46,7 | 74,5 | 7,6 | 3,9 | 1,1 | 0,8 | 14,9 |
| 2007-2008  | Maccabi Tel Aviv | 12  | 9   | 21,0 | 53,5 | 40,0 | 55,9 | 4,3 | 3,2 | 0,7 | 0,2 | 9,6  |
| 2008-2009  | Olympiakos       | 21  | 20  | 22,2 | 55,3 | 25,0 | 64,5 | 3,8 | 2,6 | 0,8 | 0,5 | 11,4 |
| 2009-2010  | Olympiakos       | 22  | 1   | 14,3 | 58,4 | 0,0  | 57,7 | 2,7 | 1,7 | 0,5 | 0,3 | 7,4  |
| 2010-2011  | Anadolu Efes     | 15  | 14  | 18,1 | 41,1 | 0,0  | 69,7 | 3,1 | 2,1 | 0,6 | 0,2 | 6,5  |
| Carriera   | Carriera         | 192 | 150 | 25,8 | 53,2 | 34,5 | 69,5 | 5,4 | 2,7 | 0,9 | 0,6 | 12,7 |

## Palmarès

### Squadra
- Campionato francese: 1

ASVEL: 2001-02
- Campionato israeliano: 5

Maccabi Tel Aviv: 2002-03, 2003-04, 2004-05, 2005-06, 2006-07
- Coppa di Croazia: 1

Spalato: 1997
- Coppa di Israele: 4

Maccabi Tel Aviv: 2002-03, 2003-04, 2004-05, 2005-06
- Coppa di Grecia: 1

Olympiakos: 2009-10
- Coppa di Lega israeliana: 1

Maccabi Tel Aviv: 2007
- Eurolega: 2

Maccabi Tel Aviv: 2003-04, 2004-05

### Individuale
- All-Euroleague First Team: 3

Maccabi Tel Aviv: 2004-05, 2005-06, 2006-07
- All-Euroleague Second Team: 2

Maccabi Tel Aviv: 2002-03, 2003-04
- Ligat ha'Al MVP finali: 1

Maccabi Tel Aviv: 2005-06